# Ascobolus bistisii
Ascobolus bistisii är en svampart som beskrevs av Gamundí & Ranalli 1966. Ascobolus bistisii ingår i släktet Ascobolus och familjen Ascobolaceae.   Inga underarter finns listade i Catalogue of Life.